# 布拉济耶尔
布拉济耶尔（法語：Blaziert，法語發音：[blazjɛʁ]）是法国热尔省的一个市镇，位于该省北部，属于孔东区。

## 地理
布拉济耶尔（43°56'3"N, 0°28'37"E）面积10.97 平方千米，位于法国奧克西塔尼大區热尔省，该省份为法国西南部内陆省份，北起顺时针与洛特-加龙省、塔恩-加龙省、上加龙省、上比利牛斯省、大西洋比利牛斯省和朗德省接壤。
与布拉济耶尔接壤的市镇（或旧市镇、城区）包括：欧维尼翁河畔卡斯泰尔诺、科桑、马尔索朗、马斯多维尼翁、罗克皮讷、圣奥朗斯-小普伊、泰罗布。

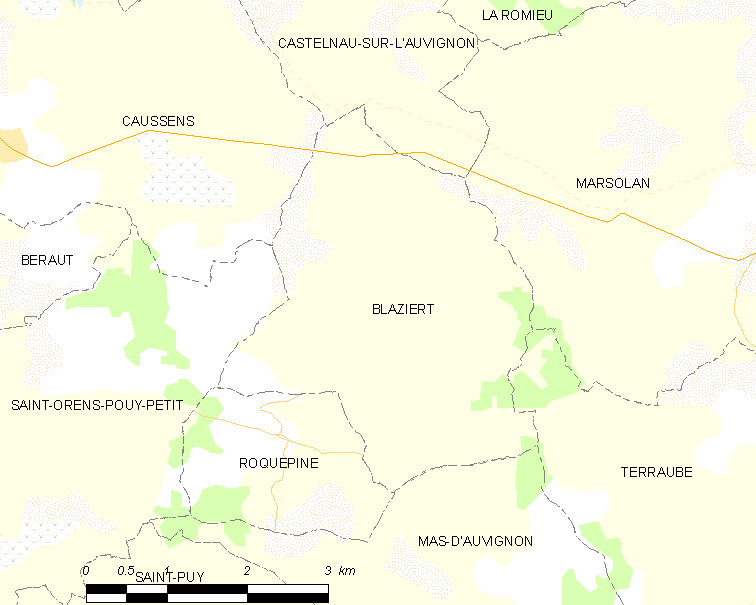
布拉济耶尔的OSM定位图

布拉济耶尔的时区为UTC+01:00、UTC+02:00（夏令时）。

## 行政
布拉济耶尔的邮政编码为32100，INSEE市镇编码为32057。

## 政治
布拉济耶尔所属的省级选区为巴伊斯-阿马尼亚克县。

## 人口

1962-2008年间布拉济耶尔人口变化图示

布拉济耶尔于2022年1月1日时的人口数量为128人。